# استقبال الإسلام في أوروبا الحديثة المبكرة
كان هناك قدر معين من الاتصال الثقافي بين أوروبا في عصر النهضة إلى أوائل العصر الحديث والعالم الإسلامي (في ذلك الوقت كانت ممثلة في المقام الأول بالإمبراطورية العثمانية وبلاد فارس الصفوية) البعيدة جغرافياً، ولكن تراجعت شدتها بعد الاتصال الثقافي في العصور الوسطى والحروب الصليبية وسقوط الأندلس.
كان الاتصال الأوروبي بالإسلام محدودًا في الغالب بسبب الجهد العسكري المناهض لتوسع الإمبراطورية العثمانية. كان هناك تفاعل مباشر محدود بين الثقافتين على الرغم من وجود الكثير من التجارة بين أوروبا والشرق الأوسط في ذلك الوقت. غالبًا ما كان التجار يتعاملون من خلال وسيط، وهي ممارسة شائعة منذ عهد الإمبراطورية الرومانية. لاحظ المؤرخون أنه حتى خلال القرنين الثاني عشر والرابع عشر، لم يكن لدى الحزبين اهتمام كبير بالتعلم عن بعضهما البعض.
يرتبط تاريخ الإمبراطورية العثمانية ارتباطًا وثيقًا بتاريخ عصر النهضة وأوائل أوروبا الحديثة. بدأ عصر النهضة الأوروبية بشكل كبير بسقوط القسطنطينية عام 1453 (مما أدى إلى هروب العلماء البيزنطيين إلى إيطاليا). بلغت الإمبراطورية العثمانية ذروتها التاريخية في عام 1566، بالتزامن مع بداية الثورة العلمية في أوروبا، والتي من شأنها أن تؤدي إلى الهيمنة السياسية لأوروبا الحديثة الناشئة على مدار القرن التالي.

## شبه الجزيرة الإيبيرية
كانت مملكة غرناطة آخر معقل للحكم الإسلامي في إسبانيا، والتي كانت تعتبر ذروة الثقافة في الإمبراطورية الإسلامية الغربية. شملت التجارة من غرناطة الحرير والسيراميك والبورسلين. من عام 1230 حتى سقوطها في أيدي المسيحيين، كانت المدينة تحت حكم السلالة النصرية. غزا فرديناند الثالث ملك قشتالة كل الأندلس تقريبًا بحلول عام 1251. لم يسقط قصر الحمراء، القصر النصري في غرناطة، في يد القوات الإسبانية إلا بعد زواج عام 1469 بين الأمير فرديناند الثاني أمير أراغون وإيزابيلا الأولى ملكة قشتالة. سقط قصر الحمراء في يد القوات المشتركة لإيزابيلا وفرديناند في 2 يناير 1492.
عرف قصر الحمراء كواحد من أعظم إنجازات الفن الحضري في العالم الإسلامي في زمن النصريين. إن محكمة مايرتلس وبهو السباع هما الجزءان الوحيدان من القصر اللذان بقيا حتى الوقت الحاضر.
بينما سمحت معاهدة غرناطة (1491) للرعايا الجدد بمواصلة ممارسة الإسلام، سرعان ما تم تطبيق التحويل القسري. انضم المورون في غرناطة إلى الأيبيرية الموريسكيين الأوائل. كان بعضهم من المسلمين المتخفين بينما التزم الآخرون بصدق بالمسيحية. حاول جزء من نبلاء غرناطة السابقين طريقة وسيطة لإصدار الكتب الرئيسية لساكرومونتي، وهي وثائق مسيحية قديمة مزعومة تؤسس نظرة أكثر قبولًا للمسيحية لدى المسلمين السابقين. ومع ذلك، كانت مسيحية الموريسكيين وإخلاصهم للممالك الإسبانية موضع شك. كانت قواعد نظافة الدم تعاملهم كأشخاص من الدرجة الثانية. ألهمت معارك إسبانيا والبرتغال ضد القراصنة البربريين والإمبراطورية العثمانية الخوف من الطابور الخامس، مما أدى إلى قيام فيليب الثالث ملك إسبانيا بطرد الموريسكيين في عام 1609. حتى اللاجئين المفيدين مثل الأمير المخلوع مولاي الشيخ اضطروا إلى المغادرة بعد بضع سنوات.

## استقبال الإسلام في إنجلترا الحديثة المبكرة

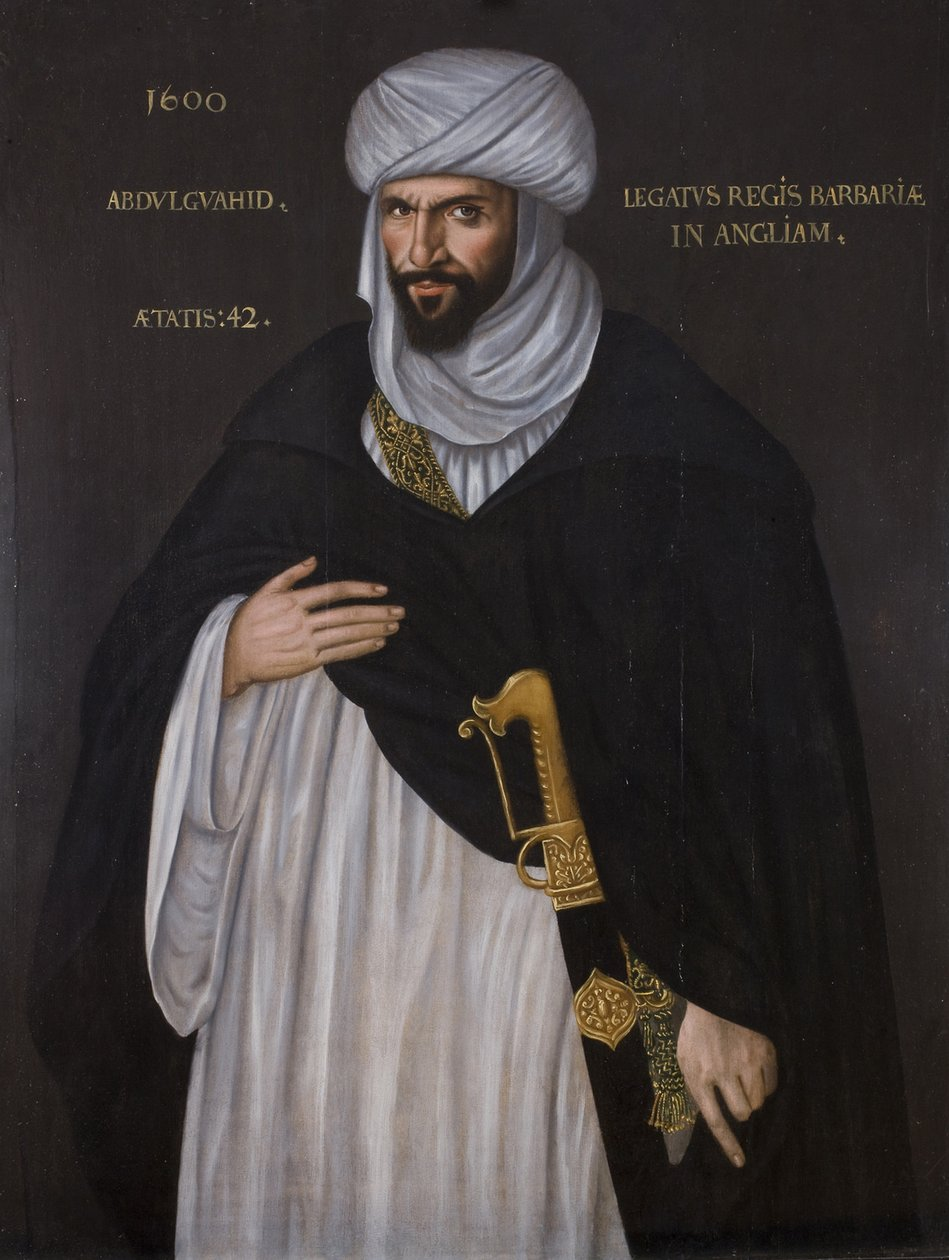
صورة لعبد الواحد بن مسعود، سفير مغاربي لدى الملكة إليزابيث الأولى عام 1600

أول إنجليزي اعتنق الإسلام وذكر اسمه جون نيلسون. ادعى ريتشارد هاكلويت، كاتب القرن السادس عشر، أنه أُجبر على التحول، على الرغم من أنه ذكر في نفس القصة الإنجليز الآخرين الذين تحولوا عن دينهم طواعية.[بحاجة لمصدر]
كان الكابتن جون وارد من كينت واحدًا من عدد من البحارة البريطانيين الذين أصبحوا قراصنة في المغرب الكبير واعتنقوا الإسلام أيضًا. في وقت لاحق، أصبح بعض الموحدين مهتمين بالإيمان، وكتب هنري ستوب مؤيدًا جدًا للإسلام لدرجة أنه يعتقد أنه تحول أيضًا إلى الإسلام.[بحاجة لمصدر]
من عام 1609 إلى عام 1616، فقدت إنجلترا 466 سفينة للقراصنة البربريين، الذين باعوا الركاب كعبيد في شمال إفريقيا. في عام 1625، ورد أن جزيرة لوندي، وهي جزيرة في قناة بريستول كانت مخبأ للقراصنة لمعظم نصف القرن الماضي، قد احتلها ثلاثة قراصنة عثمانيين كانوا يهددون بحرق إلفراكومب؛ كانت المركبات الجوالة في ألجيرين تستخدم الجزيرة كقاعدة في عام 1635، على الرغم من أن الجزيرة نفسها تعرضت للهجوم والنهب من قبل غارة إسبانية في عام 1633. في عام 1627، احتل القراصنة البربريون تحت قيادة الهولندي المنشق مراد رايس الأصغر من ميناء سلا المغربي لوندي. خلال هذا الوقت كانت هناك تقارير عن عبيد تم أسرهم ثم إرسالهم إلى الجزائر وأن العلم الإسلامي يرفرف فوق لوندي.